# گریلکویل (میشیگان)
گریلکویل (به انگلیسی: Greilickville) یک منطقهٔ مسکونی در ایالات متحده آمریکا است که در لیلناو کانتی واقع شده‌است. گریلکویل ۱۷٫۸ کیلومتر مربع مساحت و ۱٬۴۱۵ نفر جمعیت دارد و ۱۷۸ متر بالاتر از سطح دریا واقع شده‌است.